# Критерий на Био
Критерият на Био Bi е безразмерна величина, един от т. нар. критерии на подобието. Той се среща при решаването на проблеми, свързани с топлопредаването между флуид и твърдо тяло (напр. охлаждане, замразяване (вж. лиофилизация) или нагряване, сушене на сфера). Името му идва от френския учен Жан-Батист Био.
Bi е дефиниран като:
{\displaystyle {Bi}={\frac {\alpha \cdot L}{\lambda _{s}}}}.
- α – коефициент на топлопредаване на флуида, W/(m2·K)
- λs – коефициент на топлопроводност на твърдото тяло, W/(m·K)
- L – размер (напр. диаметър на частица или височина на стена)

Той е формално дефиниран със същата формула, както и критерия на Нуселт Nu. Но тук вместо коефициента на топлопроводност на флуида λf, се използва коефициентът на твърдото тяло λs.
Ниска стойност на Bi, напр Bi < 0,1 означава, че термичното съпротивление на твърдото тяло (напр. метална сфера) е ниско в сравнение със съпротивлението във флуида. В такъв случай температурата на тялото може да се приеме за еднаква в целия обем на тялото.
Обратно, високи стойности на критерия на Био (при тела с ниска топлопроводност, напр. изолатори, дърво и др.) означават, че температурата в дълбочината на тялото се променя значително. При нагряване (сушене и пр.) на зърна от такъв материал това може да доведе до неравномерно изпичане, изгаряне на повърхността на зърната, докато сърцевината им е все още сурова.

## Интересни факти
При (топло-)изолиране на цилиндрични тела (тръби, кабели и др.) е възможно по-дебела изолация да доведе до по-високи топлинни загуби. Условието за това е: 
{\displaystyle {Bi}<1}
Т. нар. критичен радиус rcrit, при който се появяват максималните загуби, се изчислява по формулата :
{\displaystyle r_{crit}={\frac {r_{1}}{Bi}}}
Нагледното обяснение е, че външната повърхност на изолацията (с радиус r2) е по-голяма от вътрешната (т.е. от повърхността на цилиндричното тяло с радиус r1). Това всъщност подобрява топлоомена. Подобни ефекти се наблюдават и при сферични тела. При изолирането на стени обаче външната и вътрешната повърхности са равни. Затова топлинният поток във всички случаи намалява с дебелината на изолацията.